# 朝鮮建国準備委員会
朝鮮建国準備委員会（ちょうせんけんこくじゅんびいいんかい）は、1945年8月15日から9月7日までの連合軍軍政期に呂運亨などが中心となって朝鮮総督府から行政権を引き継ぐために作った組職。略称は「建準」。本部はソウルの桂洞に置かれた。

## 概要
1945年8月15日夜、呂運亨は1年前の1944年8月に自分が結成した「建国同盟」を母体にして建国準備委員会（建準）を発足させた。委員長に呂運亨、副委員長に安在鴻、組織部長に鄭栢、総務部長に崔謹愚、財務部長に李奎甲、宣伝部長に趙東祜、武警部長に權泰錫らが就いた。ちなみに「朝鮮建国準備委員会」という名称の発案者は安在鴻である。
呂運亨の実弟・呂運弘は当時の構成について、「共産党員である極左。非共産主義的な左翼、すなわち穏健な社会主義者。安在鴻や李奎甲らの右翼。無条件に呂運亨を兄貴分と慕い支持する張権と宋圭桓などに分けることができた」としている。
1945年9月4日には全体会議が開かれて、副委員長に弁護士の許憲を立てるなど執行委員改編があった。9月6日夜、建準は京畿女子高講堂で約1000名余が参加する中、安在鴻ら民族派が脱退し、共産主義者や社会主義者が主導権を掌握し、「朝鮮人民共和国（人共）」樹立を宣言した。建準はその政府組織（人民委員会）となり、10月7日の人民共和国執行委員会をもって発展的に解消した。

## 綱領
- 私たちは完全な独立国家の建設を期する。
- 私たちは全民族の政治的・社会的基本要求を実現することができる民主政権の樹立を期する。
- 私たちは一時的過渡期において国内秩序を自主的に維持して大衆生活の確保を期する。